# Rien que de l'amour !
Rien que de l'amour ! est un album de bande dessinée de Marc Chalvin.

## Publication
- Rien que de l'amour !, Paris, Delcourt, coll. « Humour de rire) », 2003, 47 p. (ISBN 2-84789-256-7)